# Hein van Aken

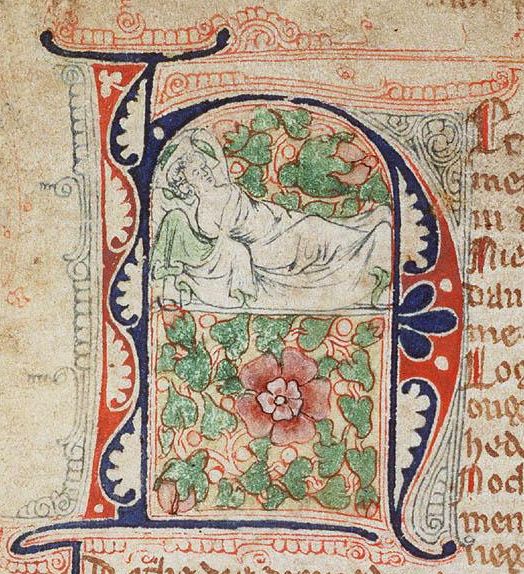
Hein van Aken, Die Rose

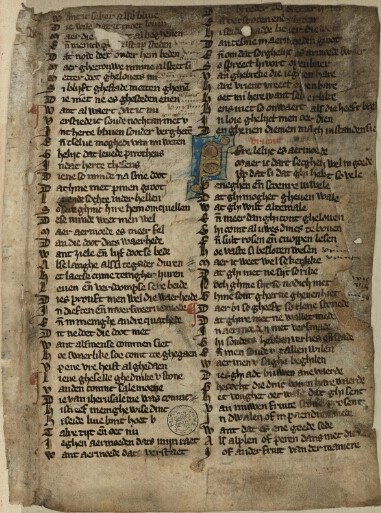
Fragment uit het manuscript van Die Rose. Vervaardigd in de Nederlanden, 14e eeuw. Bewaard in de Universiteitsbibliotheek Gent.

Hein van Aken (omgeving Brussel, circa 1250 - ?, tussen 1325 en 1330), was een Middelnederlands dichter uit het hertogdom Brabant.
Hein van Aken was van Brusselse afkomst en wellicht pastoor te Korbeek-Lo. Hij wordt voor het eerst vermeld in Der leken spieghel van Jan van Boendale, die in 1330 werd voltooid, en waarin de toen reeds overleden dichter geprezen werd.
Het eerste werk van Hein van Aken was vermoedelijk Die Rose van omstreeks 1280, een selectieve Middelnederlandse vertaling van de Oudfranse Roman de la Rose van Guillaume de Lorris, die in 1270 voltooid werd door Jean de Meung. Het werk van Hein van Aken telde 14224 versregels.  
Daarnaast vertaalde hij ook L'Ordene de Chevalerie als Van den Coninc Saladijn ende van Hugen van Tabaryen. Dit werk handelt over Hugo van Sint-Omaars, die sultan Saladijn inwijdt in de riddergebruiken en hem daarna tot ridder slaat. Het werk ontstond in de periode 1280-1299.
Hein van Aken zou ook de auteur (kunnen) zijn van de Roman van Heinric en Margriete van Limborch, die begonnen werd in 1291 en voltooid in 1318. Het is een hoofse avonturenroman in twaalf boeken, waarmee doelbewust het Aeneis-epos van Vergilius geïmiteerd wordt. Het manuscript wordt bewaard in de Universiteitsbibliotheek Leiden.
Sommigen schrijven ook het uit 1299 daterende  Het vierde boek van den Wapene-Martijn, een kort moraliserend gedicht dat sterk geïnspireerd is door Jacob van Maerlant, aan hem toe, maar hierover bestaat weinig zekerheid.
In de 19e eeuw brachten Jan Frans Willems en Ferdinand Augustijn Snellaert Hein van Aken terug onder de aandacht door de uitgave van zijn dichtwerken.